# Japan Open Tennis Championships 1986
Il Japan Open Tennis Championships 1986 è stato un torneo di tennis giocato sul cemento. 
È stata la 14ª edizione del Japan Open Tennis Championships, che fa parte della categoria del Nabisco Grand Prix 1986 e del Virginia Slims World Championship Series 1986. Sia il torneo maschile che quello femminile si sono giocati a Tokyo in Giappone, dal 13 al 19 
ottobre 1986.

## Campioni

### Singolare maschile
Ramesh Krishnan ha battuto in finale  Johan Carlsson con il punteggio di 6–3, 6–1

### Singolare femminile
Helen Kelesi ha battuto in finale  Bettina Fulco-Villella con il punteggio di 6–2, 6–2

### Doppio maschile
Matt Anger /  Ken Flach hanno battuto in finale  Jimmy Arias /  Greg Holmes con il punteggio di 6–2, 6–3

### Doppio femminile
Sandy Collins /  Sharon Walsh hanno battuto in finale  Susan Mascarin /  Betsy Nagelsen con il punteggio di 6–1, 6–2